# Metaphycus indicus
Metaphycus indicus är en stekelart som beskrevs av Shafee, Alam och Agarwal 1975. Metaphycus indicus ingår i släktet Metaphycus och familjen sköldlussteklar. Inga underarter finns listade i Catalogue of Life.